# USS Newark (C-1)
USS Newark – amerykański krążownik pancernopokładowy, który wszedł do służby w amerykańskiej marynarce wojennej w 1891 roku. Po wycofaniu ze służby w 1913 roku wykorzystywany jako szpital polowy i miejsce do przeprowadzania kwarantanny.

## Projekt i budowa
Korzystając z doświadczeń zdobytych przy budowie serii krążowników określanych jako typ ABC, zaprojektowano serię nowych krążowników. Zamówiony w 1885 roku USS „Newark”, konstrukcyjnie był ulepszoną wersją USS „Chicago”. Od poprzednika różnił się m.in. silnikami o większej mocy, większą prędkością maksymalną i silniejszym uzbrojeniem. Budowa okrętu rozpoczęła się 12 czerwca 1888 roku w stoczni William Cramp & Sons w Filadelfii. Wodowanie okrętu nastąpiło 19 marca 1890 roku, wejście do służby 2 lutego 1891 roku.

## Służba

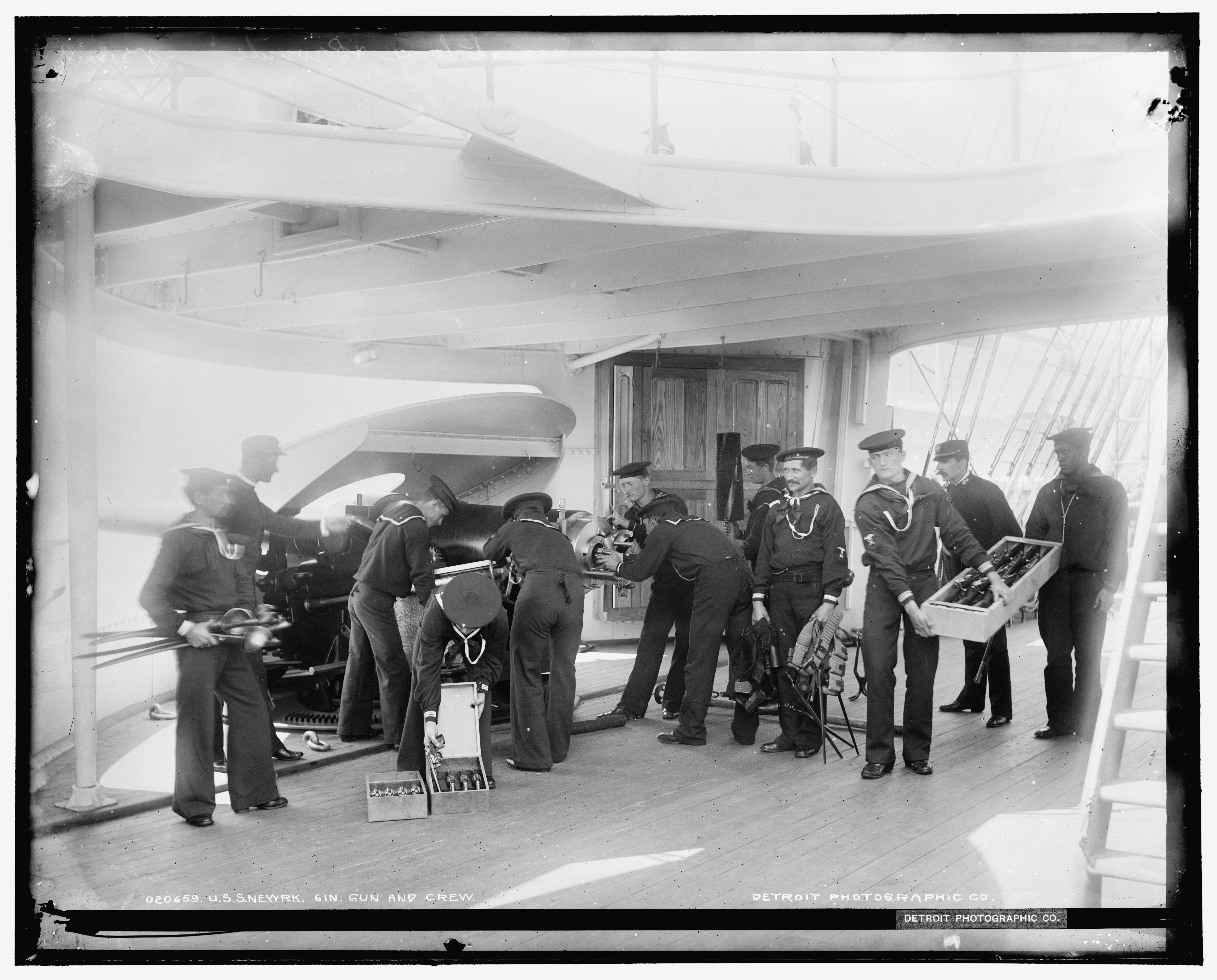
Marynarze USS „Newark” przy dziale 152 mm

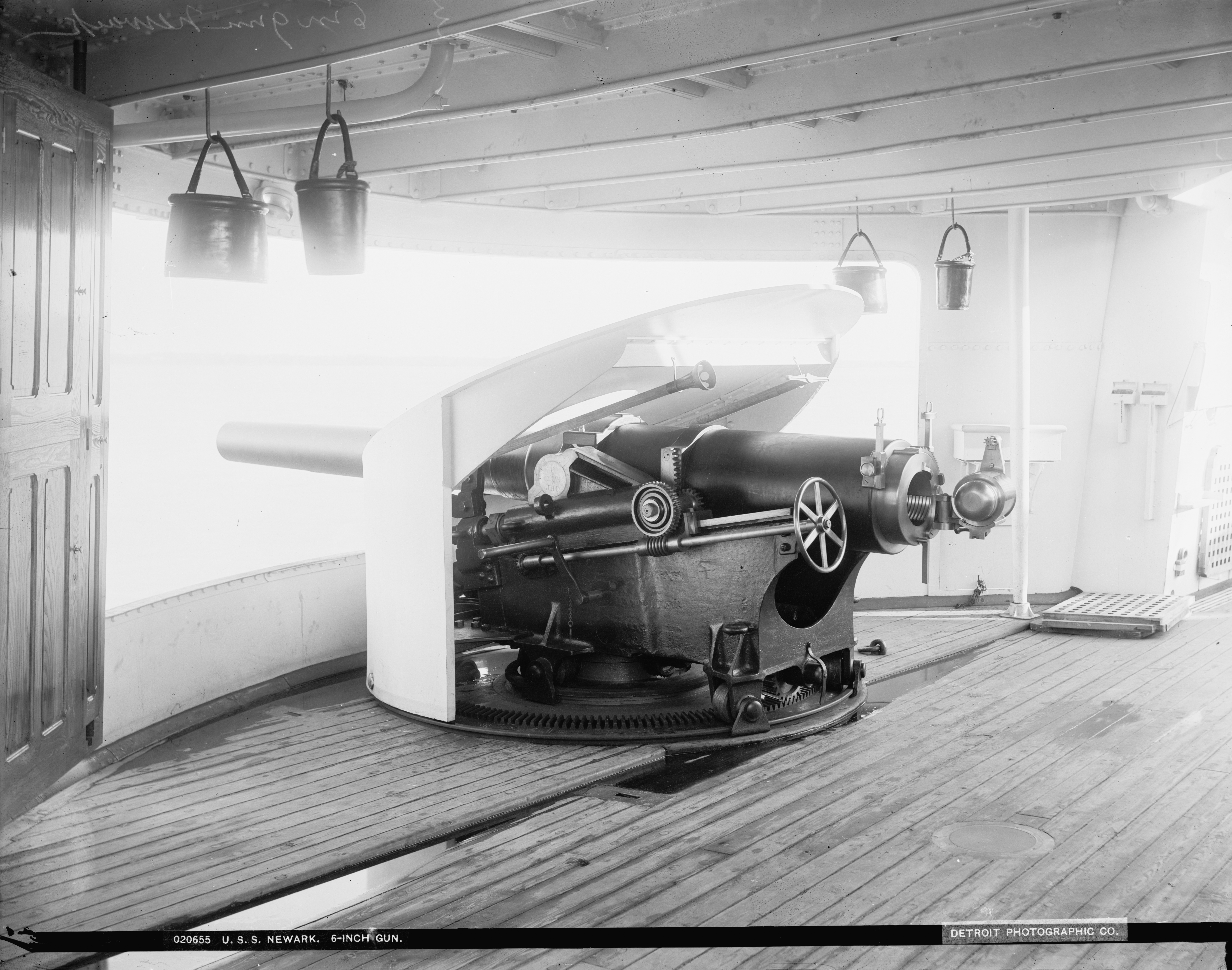
Działo 152 mm krążownika USS „Newark”

Po wejściu do służby „Newark” przez dziesięć  miesięcy operował u wschodnich wybrzeży Stanów Zjednoczonych biorąc udział w ćwiczeniach i manewrach. Następnie udał się do stoczni w celu dokonania przeglądu. 14 marca 1892 roku wszedł w skład Eskadry Północnego Atlantyku. Do 5 czerwca działał w rejonie Karaibów, a następnie powrócił do Norfolk gdzie został okrętem flagowym nowo utworzonej Eskadry Południowego Atlantyku . Latem 1892 roku gościł w europejskich portach w ramach obchodów 400 rocznicy pierwszej wyprawy Krzysztofa Kolumba. 11 lutego 1893 roku w pobliżu Kadyksu, w ramach tych obchodów holował replikę karaweli „Niña” . Replikę karaweli holował także 21 marca w Hawanie, następnie Nowym Jorku i Québecu, gdzie 11 czerwca pozostawił „Niñe” . 

### Wojna amerykańsko-hiszpańska
23 maja 1898 roku USS „Newark” opuścił stocznię po ponad rocznym remoncie. W związku z trwającą wojną amerykańsko-hiszpańską, 13 czerwca okręt skierowano na wody w pobliżu Kuby, gdzie od 30 czerwca przystąpił do blokady wyspy. 12 sierpnia 1898 roku uczestniczył w ostrzale portu Manzanillo, a następnego dnia przyjął jego kapitulację. Po zwycięskiej dla Amerykanów bitwie pod Santiago de Cuba, uczestniczył w zniszczeniu pozostałości po hiszpańskiej flocie, ostrzeliwując uszkodzone hiszpańskie hulki .
Od listopada 1899 roku okręt przebywał na Filipinach, gdzie wspierał siły amerykańskie walczące z filipińskimi powstańcami. Na pokładzie okrętu 10 grudnia przyjęto kapitulację oddziałów powstańczych z trzech filipińskich prowincji. W maju 1900 roku wspierał siły amerykańskie tłumiące powstanie bokserów w Pekinie . 
Wycofany ze służby 16 czerwca 1913 roku. Po wycofaniu ze służby został przekazany publicznej służbie zdrowia, w ramach której w Providence służył jako oddział kwarantanny miejscowego szpitala. W 1918 roku na krótko powrócił do marynarki wojennej jako jednostka wspierająca szpital w Newport. Sprzedany na złom 7 września 1926 roku .